# Extremely red object
| Extremely red object                                                     |
| ------------------------------------------------------------------------ |
| Beskrivning: Hyperextremt rött objekt J171412+501542 (aka 53w002-hero1). |

Extremely red object (ERO), "Extremt rött objekt",  är astronomiska objekt där den elektromagnetiska strålningen befinner sig i det röda eller infraröda våglängdsspektret.
Ett objekt som är svagare i synligt ljus än i infrarött, se bildexemplet till höger.
De upptäcks troligtvis genom fotometri och antas befinna sig i ansenlig rödförskjutning eller vara rymdstoftrika starburstgalaxer. Begreppet "hyperextrema röda objekt" (HERO) har använts för den delmängd av de extremt röda objekt som är ännu mer iögonfallande i det här avseendet.
Inom ramen för flervåglängdundersökningen the Phoenix Deep Radio Survey upptäcktes den svaga radiokällan PDFJ011423 av vilken man kunde utläsa av bilder att den tillhör ERO-klassen.